# Gertjan Verbeek
Gertjan Verbeek (eigentlich Gerrit Jan Alfons Verbeek, * 1. August 1962 in Deventer) ist ein niederländischer Fußballtrainer. In Deutschland ist er insbesondere für seine Engagements beim 1. FC Nürnberg und beim VfL Bochum bekannt. Zuletzt war er als Cheftrainer des australischen A-League-Franchises Adelaide United tätig.
In den Niederlanden trägt er den Spitznamen „Der Zauberer von Jubbega“ (niederländisch: De tovenaar van Jubbega). Verbeek ist auch als Analyst für den niederländischen Bezahlsender Fox Sports sowie in der Sportsendung Voetbal Inside tätig.

## Karriere
In der Jugend spielte Verbeek in Enschede beim VV Zuid Eschmarke und in Hengelo beim VV ATC ’65 sowie bei Achilles ’12.
Seine Profikarriere begann er 1984 beim SC Heerenveen, für den er bis zu seinem Karriereende 1994, mit einer Unterbrechung in der Saison 1986/87, als er für Heracles Almelo auflief, als Verteidiger spielte. Die meiste Zeit spielte er in der Eerste Divisie, der zweithöchsten Liga, zweimal stieg er mit Heerenveen in die Eredivisie auf: 1990 folgte im Jahr darauf der direkte Wiederabstieg, 1993 schafften sie danach den Klassenerhalt und Verbeek beendete seine aktive Karriere nach 254 Ligaspielen für den Verein.
Anschließend wurde er Assistenztrainer von Foppe de Haan, der von 1992 bis 2004 Trainer der ersten Mannschaft des SC Heerenveen blieb. 2001 wurde Verbeek erstmals Cheftrainer bei seinem ehemaligen Verein Heracles Almelo in der zweiten Liga. Als de Haan dann 2004 zurücktrat, wurde Verbeek wieder zurückgeholt, um dessen Arbeit in den nächsten vier Spielzeiten fortzusetzen. 2008 holte ihn Feyenoord Rotterdam als Nachfolger von Bert van Marwijk, jedoch konnte er mit der Mannschaft nicht an die Erfolge wie den Pokalsieg der Vorsaison anknüpfen und wurde wieder freigestellt. Nach einer weiteren Saison bei Almelo wechselte Verbeek 2010 zum AZ Alkmaar. Mit den Nordholländern wurde er zweimal in Folge Vierter in der Meisterschaft. In seinem dritten Jahr rutschte der Verein in der Tabelle zwar weiter nach unten, dafür gelang zum vierten Mal in der Vereinsgeschichte der niederländische Pokalsieg und damit der erste Titelgewinn in Verbeeks Trainerkarriere.
Eine weltweit viel beachtete Entscheidung traf Verbeek am 21. Dezember 2011 im Pokalspiel bei Ajax Amsterdam, in dem er seine Mannschaft in der 36. Spielminute aus Protest vom Platz holte und mit ihr das Stadion verließ, nachdem sein Torwart Esteban Alvarado Brown mit der roten Karte bestraft wurde, weil er sich mit Fußtritten gegen den tätlichen Angriff eines Amsterdamer Hooligans gewehrt hatte.
Verbeek gilt als Trainer, der auch in Vereinen mit geringer finanzieller Ausstattung erfolgreiche Mannschaften formen kann. Sein Stil gilt als autoritär und eigenwillig, weshalb sein Vertrag in Alkmaar wegen interner Querelen auch im September 2013 trotz sportlicher Erfolge aufgelöst wurde.
Am 21. Oktober 2013 verpflichtete der deutsche Bundesligist 1. FC Nürnberg Verbeek als Nachfolger des zuvor entlassenen Michael Wiesinger. Der Vertrag mit dem Verein galt bis zum 30. Juni 2015. Es war das erste Auslandsengagement des Niederländers. Trotz Umstellung des Spielsystems gelang es ihm zunächst nicht, die Wende im Verein herbeizuführen, sodass in der Hinrunde kein einziger Sieg gelang, was einen Negativrekord in der Bundesligageschichte darstellt. Aufmerksamkeit erregte Verbeek, weil er sich während der Negativserie nicht mehr rasierte. Erst nach dem ersten Sieg unter seiner Leitung im Auftaktspiel der Rückrunde, einem 4:0 gegen die TSG 1899 Hoffenheim, verlor er noch in der Kabine seinen Bart. Am 23. April 2014 wurden Verbeek und sein Co-Trainer Raymond Libregts drei Spieltage vor Saisonende vom Verein beurlaubt.
Im Oktober 2014 sagte Verbeek dem nach einem Trainer suchenden Ehrendivisionär NAC Breda nach ersten Gesprächen ab. Als Begründung gab er an, er sehe seine nächste Station weiterhin eher im Ausland. Zum Jahreswechsel 2014/2015 übernahm er die Zweitligaelf des VfL Bochum nach der Entlassung von Peter Neururer. Er erhielt einen bis zum 30. Juni 2016 gültigen Vertrag, der am 18. Februar 2016 bis zum 30. Juni 2018 verlängert wurde. In der Rückrunde 2014/15 konnte er den Verein stabilisieren, sodass dieser die Saison als Tabellenelfter beendete. Dabei hatte der VfL Bochum zwar die meisten Tore der Liga (53, gemeinsam mit Meister FC Ingolstadt 04) erzielt, aber auch die meisten Gegentore (55 Treffer) kassiert. In der Saison 2015/16 führte er den VfL auf den fünften Tabellenplatz. Am 10. Juli 2017 wurde Verbeek überraschend freigestellt.
Ende Oktober 2017 übernahm er den FC Twente Enschede. Sein Engagement dort endete bereits im März 2018 wieder.
Im Mai 2019 unterschrieb der Niederländer einen Vertrag als Cheftrainer des australischen A-League-Franchises Adelaide United. Als die reguläre Saison Ende März 2020 aufgrund der globalen COVID-19-Pandemie zwangsunterbrochen wurde, stand Adelaide unter Verbeek auf dem siebten Tabellenrang. Nachdem er zwischenzeitlich in seine niederländische Heimat zurückgekehrt war, bat Verbeek Ende April desselben Jahres um eine vorzeitige Vertragsauflösung. Als Gründe nannte er unter anderem die unsichere finanzielle Situation des Franchises sowie die Notwendigkeit, sich in den Niederlanden um seine Familie zu kümmern.
Seit Juni 2021 war Verbeek Cheftrainer bei Almere City in der zweiten niederländischen Liga. Im November 2021 wurde er trotz eines bis Sommer 2023 laufenden Vertrages entlassen. Seitdem ist er vereinslos.

## Erfolge als Trainer
AZ Alkmaar
- Niederländischer Pokalsieger: 2013

## Trivia
Verbeek äußerte während seiner Zeit als Trainer des 1. FC Nürnberg: „Ich hoffe, dass ich 90 Jahre alt werde. Dann kann ich sagen, ich hätte 100 werden können. Aber ich habe in Nürnberg gearbeitet.“ Das Zitat wurde beim Deutschen Fußball-Kulturpreis 2014 als Fußballspruch des Jahres ausgezeichnet.
Große deutschlandweite Bekanntheit erlangte er auch durch seine Wutrede nach einem verlorenen Spiel des 1. FC Nürnberg in Freiburg am 29. März 2014. In einem anschließenden Interview forderte er vom DFB, dass Schiedsrichter Jochen Drees aufgrund seiner Leistung „nie wieder pfeifen dürfe“. Auch seinen als äußerst impulsiv bekannten Trainerkollegen Christian Streich attackierte er extrem scharf mit den Worten, dass dieser sich „unverschämt, brutal, respektlos und wie ein Verrückter“ aufgeführt habe, woraufhin er die anschließende Pressekonferenz verweigerte, da er sich so nicht neben seinen Kollegen setzen wolle.
Im Herbst 2015 kam es auf einer Pressekonferenz nach dem 7. Spieltag der 2. Bundesliga zum Eklat, als Verbeek sich mit einem Journalisten der Bild-Zeitung überwarf. Diese hatte zuvor berichtet, Verbeek hätte die Meisterschaft und den Aufstieg in die Bundesliga als festes Saisonziel eingeplant. Verbeek warf der Presse vor, ein Zitat von ihm willentlich verkürzt und verfälscht zu haben. Er fragte den Journalisten, warum er „immer so eine Scheiße“ schreibe und „zwei Parteien gegeneinander ausspielen, selbst mit Flüchtlingen dazwischen“ müsse. Weiterhin bezeichnete er die Journalisten der BILD als „Arschlöcher“.